# 鷲見玲奈
鹫见玲奈（日语：／ Sumi Reina ，1990年5月12日—）是Cent. FORCE旗下的播音员、演員、藝人、前東京電視台播音员。

## 简历
出生于岐阜县岐阜市  。经岐阜市鹭山小学、岐阜市青山中学、岐阜县立岐阜北高中，最终于首都大学东京（现東京都立大學）都市教养学部都市教养学科经营学系本科毕业。
2013年4月，入职東京電視台。入职后不久就和同期入职的同事野泽春日一起负责深夜节目《一整晚》。
2013年7月起，开始负责在每周三播出《新聞早晨衛星》和《7 Star LIVE》等两个节目。
2015年1月至2016年12月，协助播出《胜利赛马》节目。 
2017年起、连续三年担任“東京電視台音樂祭”主持人。同时，也担任世界乒乓球锦标赛转播节目的主播。
2020年2月25日，宣布离开工作7年的公司，加入Cent. FORCE成为自由播音员。同年3月31日正式离职。
2020年4月1日，正式加入Cent. FORCE，同时继续主持东京电视台的《跟拍到你家》和《FOOT x BRAIN》等两个节目 。同年12月14日，在集英社的《週刊Playboy Gravure JAPAN》的2020大奖评选中获得话题奖。
2020年9月起，担任SBI FX Trade和SBI VC Trade两家公司的形象代言人。
2021年起，加入泰勒梅团队，担任高尔夫服装大使。
2021年8月4日，发行了鷲見玲奈的第一本也是最后一本写真集  。该写真集获得Oricon周销量排行榜第1位 。
2022年1月12日，她宣布已于1月11日与一名普通公司员工结婚 。选择在这一天登记结婚的原因是在日本传统历法中，这一天既是有利于开始事情的“一粒万倍日”，也是老天宽恕万物罪孽的“天赦日”。
2022年1月2日，宣布将于4月接替隶属于同一经纪公司的望月理惠，主持《Zoom In! Sunday》（日本電視台）。同年4月2日在节目中正式亮相。
2022年9月1日，被任命为“岐阜市宣传大使” 。
2023年10月31日，她于社交媒体宣布怀上第一个孩子。今后会在兼顾健康的同时继续工作。

## 个人情况

### 家庭
- 兄弟姐妹共三人，有一个哥哥和一个弟弟。 [20]

### 爱好和特长
- 爱好高爾夫球、摄影、钓鱼[21]和诗歌[22] 。3岁开始学习诗歌，[2] [23]，大学期间曾是东京大学诗吟研究会的成员[24]。
- 少女时期从事过足球（参加过全国锦标赛，隶属于长良西女子FC[25] ）和篮球运动 [26]。

### 轶闻
- 大学期间隶属于Shellys Entertainment，曾参与拍摄角屋制油的纯正芝麻油的广告，以及朝日电视台的《愿望排行榜》节目。[27]
- 2015年1月播出《胜利赛马》节目时带上了眼镜。本人自述“自从进入公司后视力就开始下降，如果不带眼镜的话直播赛马时可能会看不清赔率”[28]。与此同时头发的颜色也从入社时的黑色染成了棕色。
- 2017年，担任《週刊少年Jump》（2017年19号）的封面模特。成为第一个担任该杂志封面模特的现役电视台主持人。[29][30][31]。
- 在日本放送的《LOVE&MELODY》节目中首次担任广播节目主持人时，自述也是该台《奥黛丽的All Night Nippon》、《佐久间宣行的All Night Nippon 0》和《#Micho圆桌》等节目的听众[32]。
- 2021年，作为女演员首次出道，参演电视剧《在手机应用中恋爱的20个条件》（日本电视台）[33]。自称以后也会挑战恶女角色。

## 播出节目
粗体为目前正在参与播出的节目

### 电视节目

#### 隶属于东京电视台期间
- 池上晃的参议院选举直播（2013年7月21日）
- 第36届隅田川花火大會（2013年7月27日）
- 新聞早晨衛星（每周三，2013年7月10日—9月25日）
- 东京柔道大满贯（2013-2018）
- L4 YOU! PLUS（周二专题角）
- 乒乓球！玲奈频道（2014年1月12日[注 1]—2014年4月27日）
- 老子的男人魅力（2014年4月16日—2014年7月2日）—饰演本人
- 一整晚（助理，2013年4月15日—2015年3月28日）
- 东京槙田体育（不定期）
- 虎之门体育（不定期）
- 7 Star LIVE （每周三的《7 Star Catch Up》环节，2013年7月3日-）
- Neo Sports the documentary! （2014年1月—2016年3月）
  - 周末版
    - 每周六，2014年4月5日—2014年12月20日

  - 年终特别节目（2014年12月27日）
  - 工作日版[注 2]
    - 每周二，2014年1月7日—2014年10月28日
    - 每周三，2014年11月5日—2014年12月24日
    - 每周四，2015年1月8日—2016年3月31日
- 平昌奥运会主播（2018年2月8日—2018年2月25日）
- 跟拍到你家 (2015年10月3日—2016年3月26日、2016年4月16日—2020年3月)
- 求职SESSION—田村淳的大学生商务会议（BS Japan，2016年1月30日—2016年3月26日）[34]
- 鷲見玲奈、为肉吟诗。 （2016年1月4日—2016年6月24日）
- 胜利赛马（2015年1月10日—2016年12月24日）
- 田村淳的BUSINESS BASIC (BS Japan，2017年2月5日[35]—2017年3月26日）
- 三個歐吉桑3 最后一集（2017年3月10日）- 饰演乒乓球锦标赛的主持人
- 液体美味综艺—酱（2017年7月10日—2017年9月10日）
- 世界經濟衛星（2017年12月5日、2018年10月9日代班片渕茜）
- FOOT x BRAIN（2018年8月5日—2020年3月28日）
- 四点五点Days （2018年12月6日，代班竹崎由香）
- 实时追踪！体育观察员（2016年4月—2020年3月）
  - 工作日版[注 3]
    - 每周四，2016年4月7日—2017年3月30日
    - 每周三，2017年4月5日—2020年3月25日

  - 周末版
    - 每周六，2016年10月8日—2020年3月28日
- PaPaParavi！（Paravi！宣传节目，2018年4月7日—2020年2月，东京电视台、TBS不定期反复播出）
- 2014年日本东京世乒赛 采访记者（2014年4月28日—2014年5月5日）
- 2016年马来西亚世乒赛 主播 (2016年4月27日—2016年5月3日)
- 2017年德国世乒赛 主播（2017年5月29日—2017年6月5日）
- 2018年瑞典世乒赛 主播（2018年4月29日—2018年5月6日）
- 2019年匈牙利世乒赛 主播（2019年4月22日—2019年4月28日）
- 東京電視台音樂祭 2019！你会忍不住想唱歌！最强主打歌曲连续100首！5小时直播（2019年6月26日）[36]

#### 担任自由播音员期间
- 同现代女孩一同学习，鷲見玲奈的居家高尔夫体验（2021年3月5日至26日，高尔夫网络）
- 火焰体育电视台（2021年4月10日—2023年3月18日， TBS電視台） [37]
- 银座高尔夫俱乐部 presented by 泰勒梅（2021年4月24日，高尔夫网络）
- Triple Element ～那些着迷于马的人～（2021年4月27日～6月29日，富士電視台）—主持人
- Zoom In! Sunday（2022年4月2日，日本电视台）—综合主持人[38] [39]
- 今晚我对比了一下（2020年5月20日、2020年10月14日、日本電視台） [注 4]
- 今晚来解谜 （2020年5月26日、7月14日、8月11日、10月20日、12月22日、2021年1月19日，富士电视台）
- 大家的KEIBA （2020年6月7日、9月6日、富士电视台）
- 马好王国〜UmazuKingdom〜 （2020年6月13日、6月20日、2020年9月5日、富士电视台）
- 压力对战！！（2020年7月2日、10月22日、2021年1月14日， 每日放送）—才艺评估《俳句》、《彩色铅笔》、《喷绘艺术》
- 上学路上那一天的回忆之门现在打开了！爆笑大阪篇＆心跳岐阜篇（2020年8月24日，NHK綜合頻道；60分钟加长版：2020年9月12日，NHK BS Premium）
- Donuts Talk（2022年2月26日[注 5][40]，2022年4月3日-， CBC电视台）

### 电视剧
- 在手机应用中恋爱的20个条件（2021年1月10日，日本电视台）—饰 三上咲子[41]
- Doctor-X～外科醫·大門未知子～第7期ope, IV （2021年11月4日、朝日电视台）—饰 早水楓[42]
- DCU ～戴手铐的潜行者～第7集（2022年3月6日，TBS）- 饰 玉井千秀
- 警視庁・捜査一課長第6季第4集（2022年5月5日，朝日电视台）- 饰 川上美月[43]
- 潘多拉的果实 科学犯罪调查档案第1季第8集—最终集（2022年6月11日至25日，日本电视台）—饰 影山沙耶香

### 网络节目
- Mobiebo presented by KINTO（2020年5月14日-， NewsPicks）—主持人

### 电台节目
- LOVE&MELODY（2020年7月4日，11日、日本放送）。
- TOKYO FM周日特别节目　女子职业高尔夫巡回赛開幕！EARTH MONDAHMIN杯 回放！（2020年8月2日、FM東京）—主持人[44]。

### 广告
- 视频网站Paravi （2018年，Premium Platform Japan） [45]
- SBI FX Trade，SBI VC Trade（2020年12月26日-） [46]

### 其他
- 日经列车版（數位標牌，2017—2019[47]）

## 出版

### 写真集
- 鷲見玲奈的第一本也是最后一本写真集《すみにおけない》（2021年8月4日，集英社，ISBN 978-4-08-790043-9 ) [48] [49]

## 其他
- 岐阜市宣传大使[17] [18]
- 週刊Young Magazine2023年第41期封面模特[50]